# Dahn (miasto)
Dahn – miasto w Niemczech, w kraju związkowym Nadrenia-Palatynat, w powiecie Südwestpfalz, siedziba gminy związkowej Dahner Felsenland.

## Galeria

Dahn
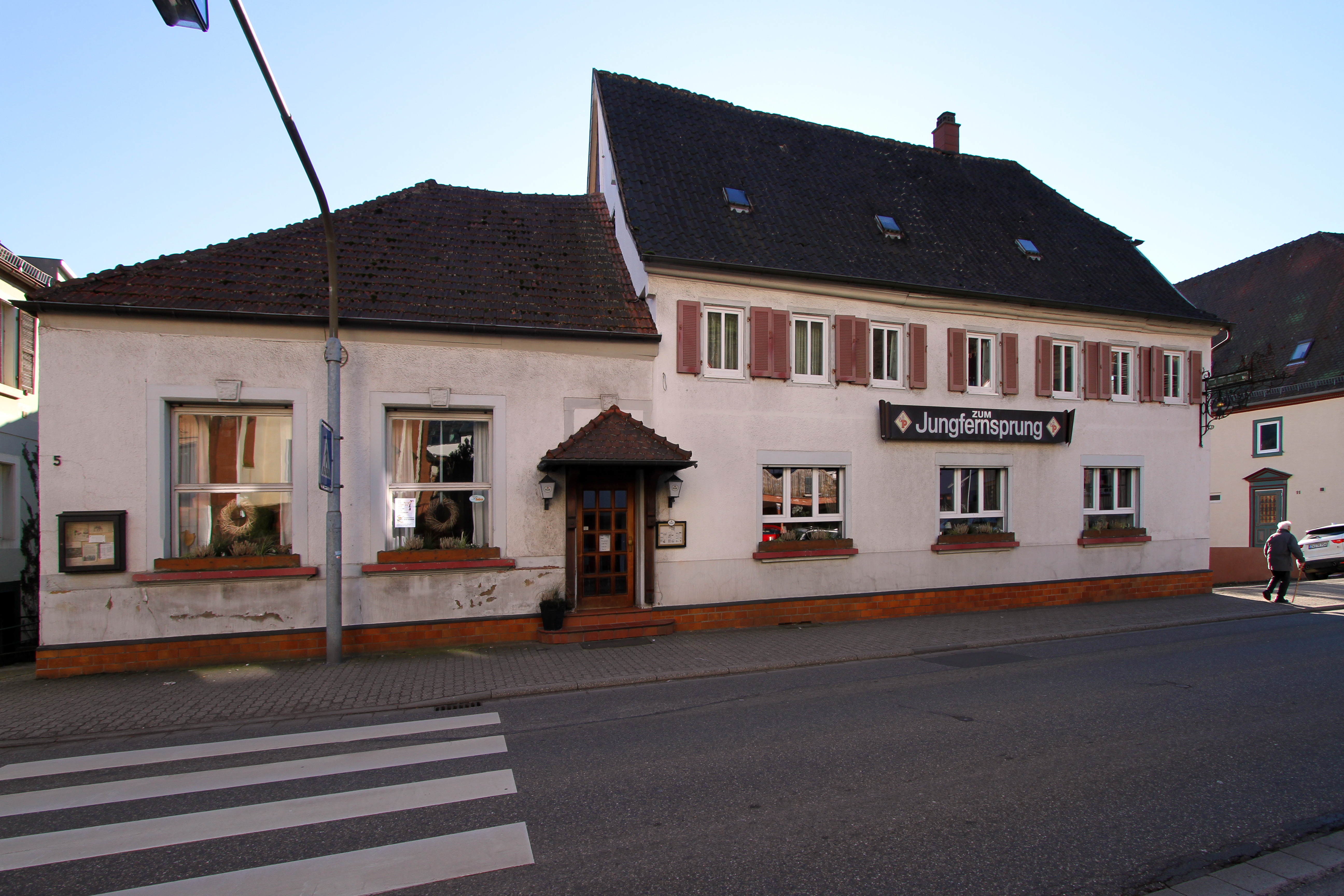
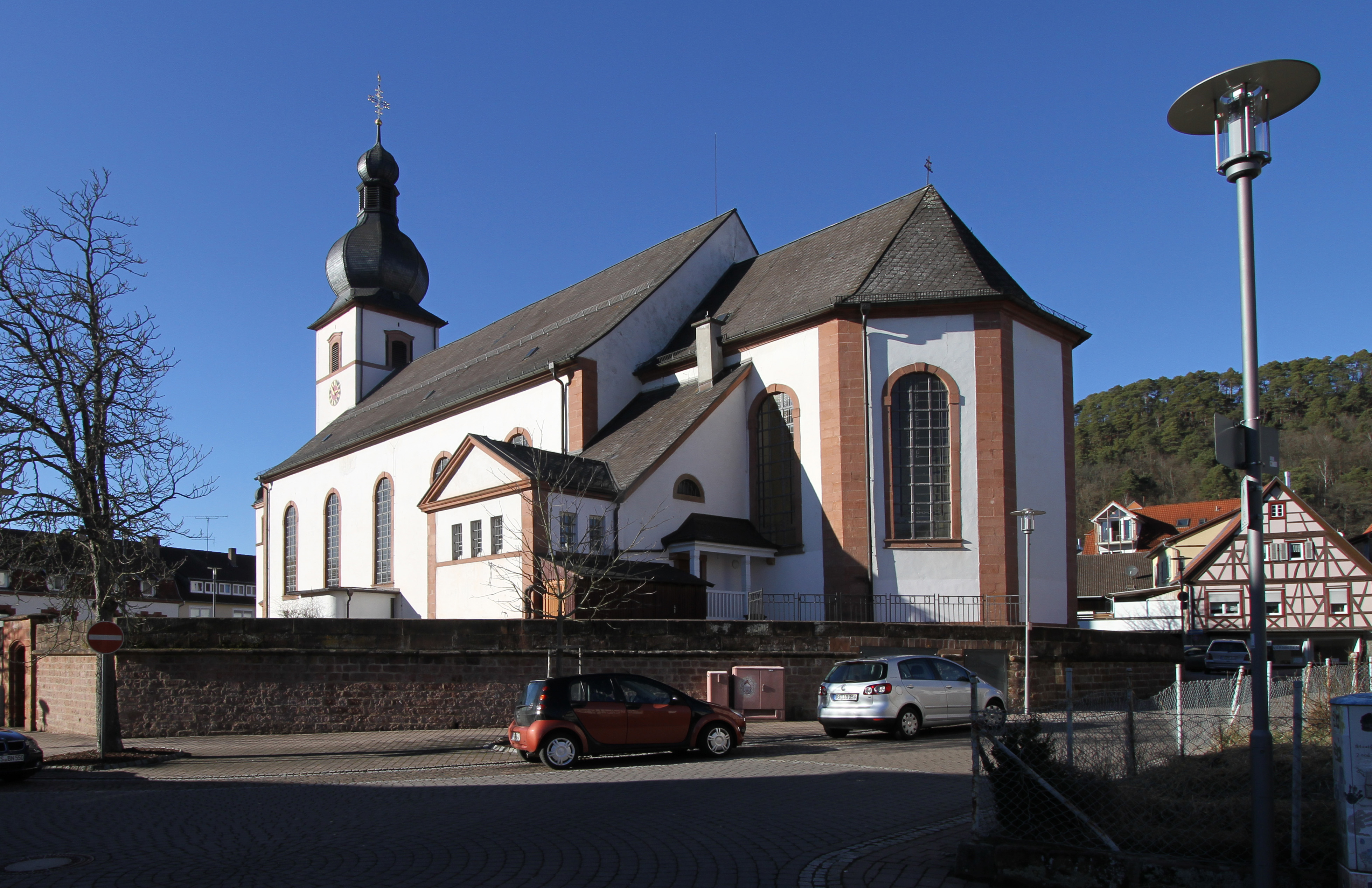
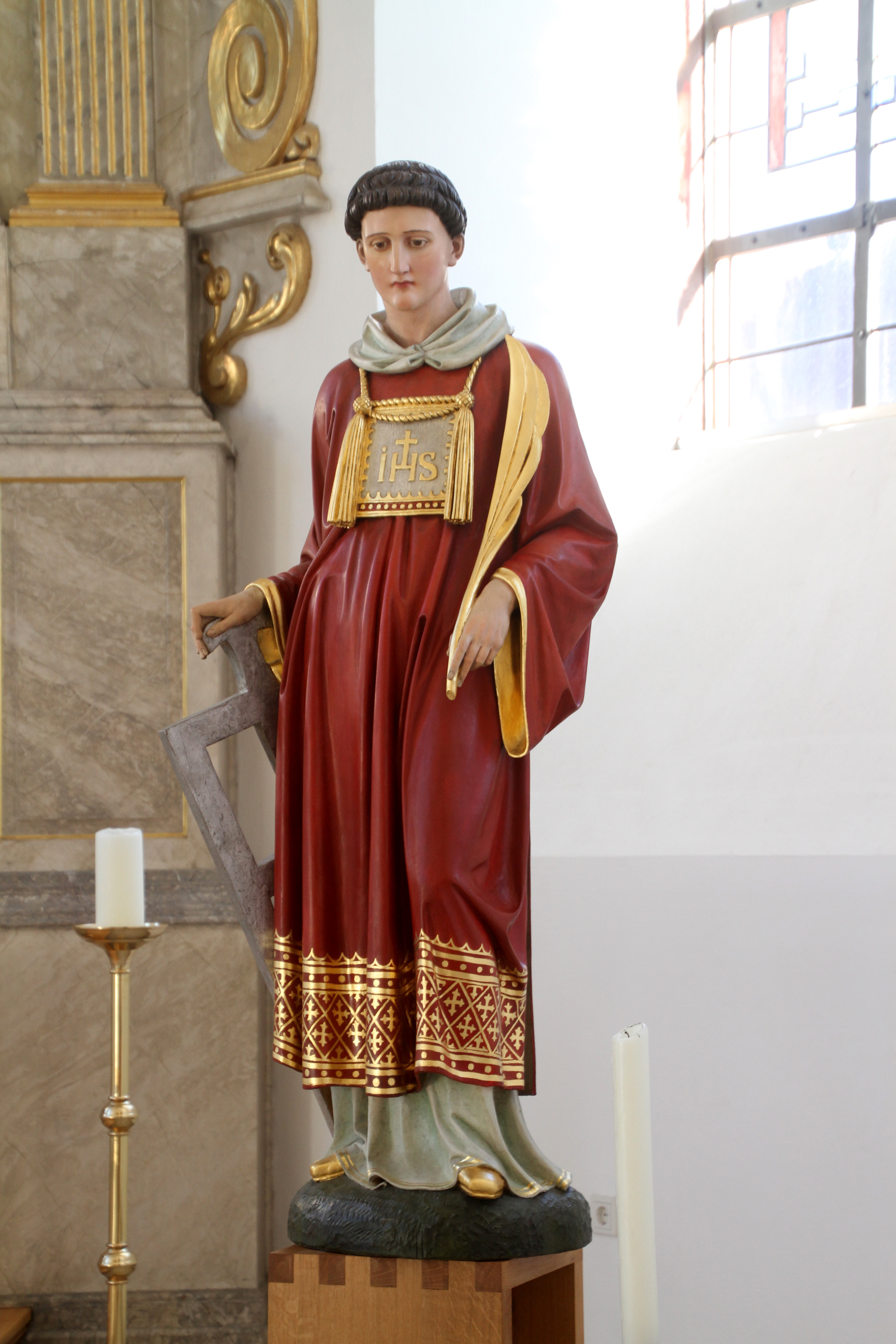
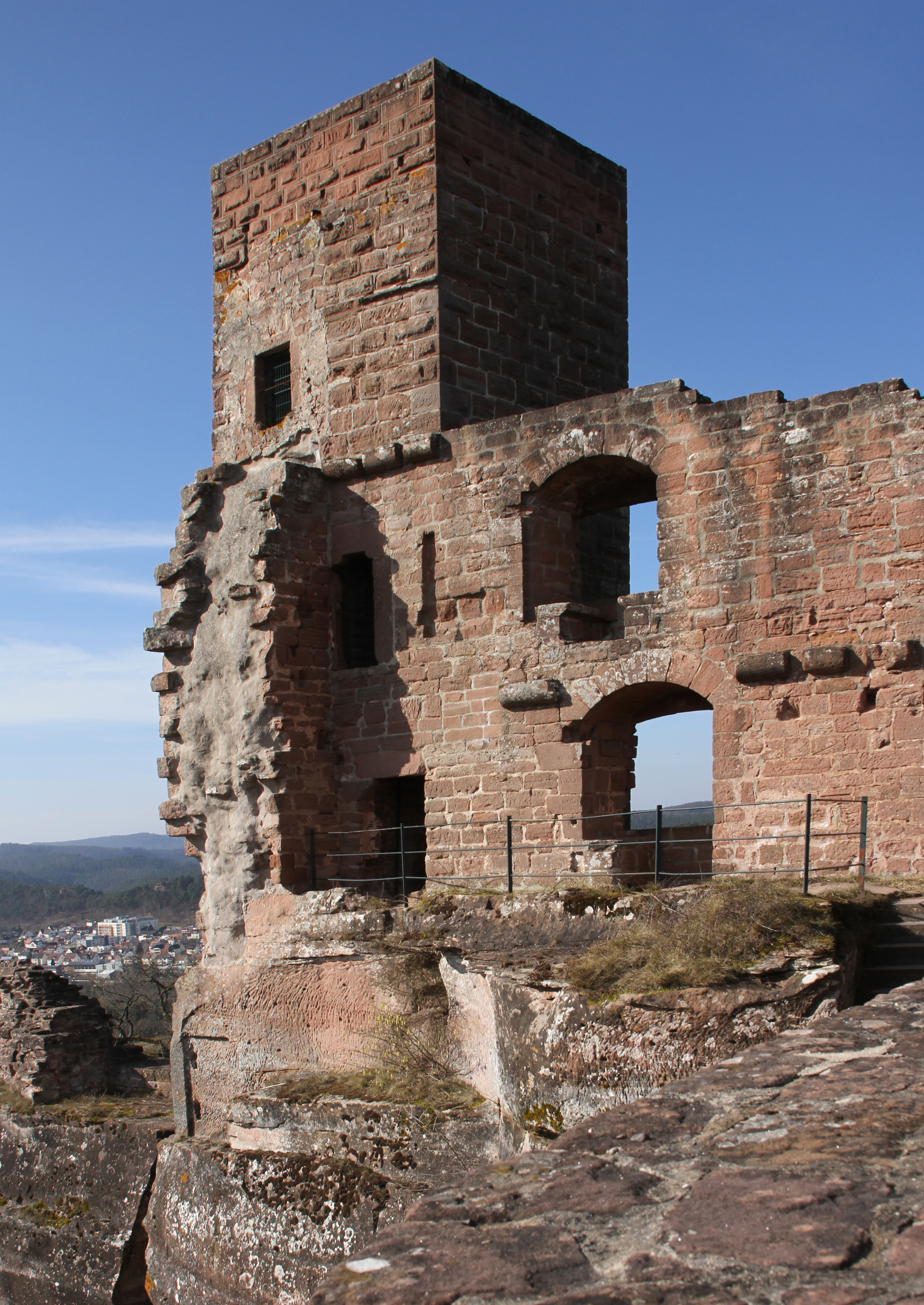
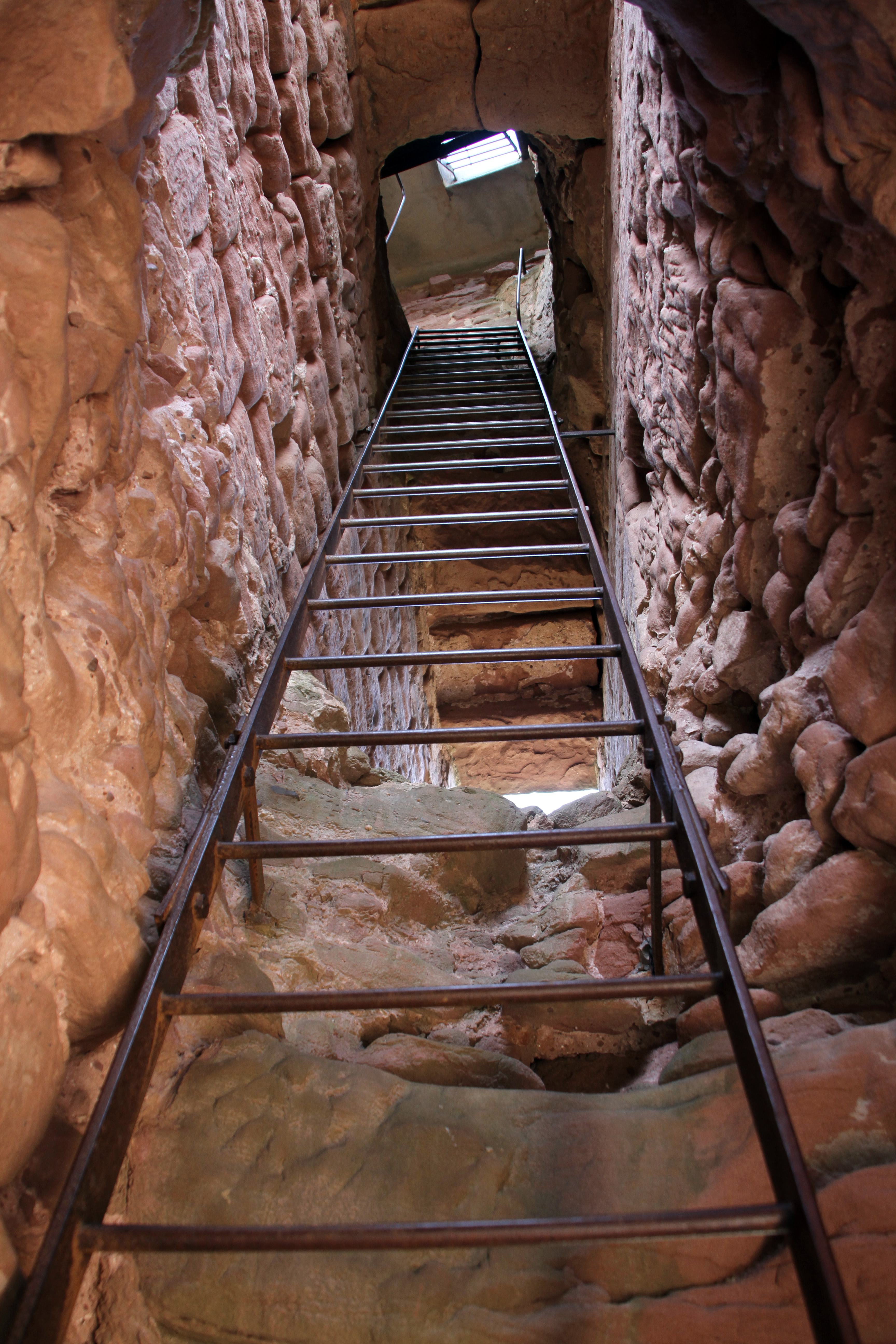
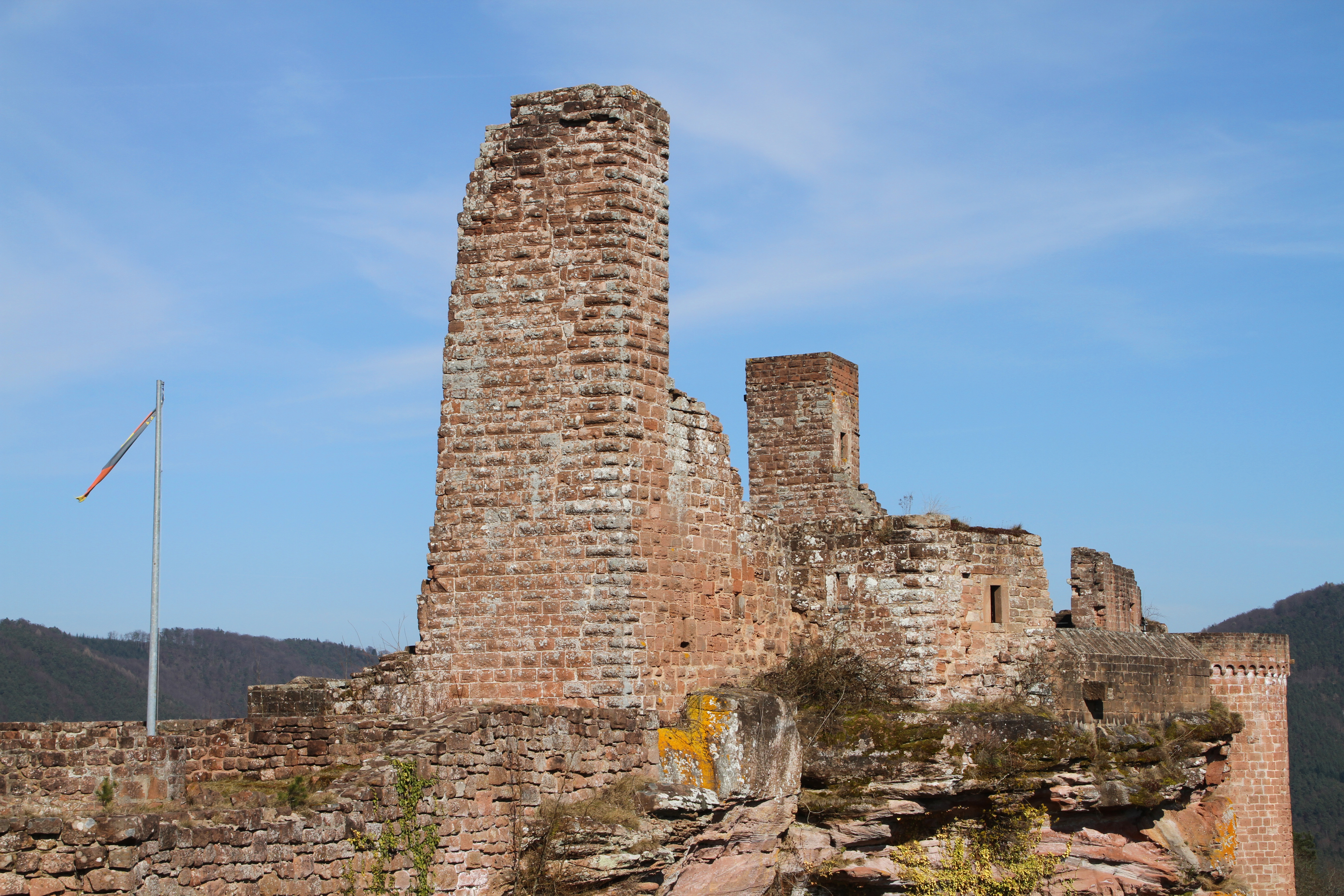
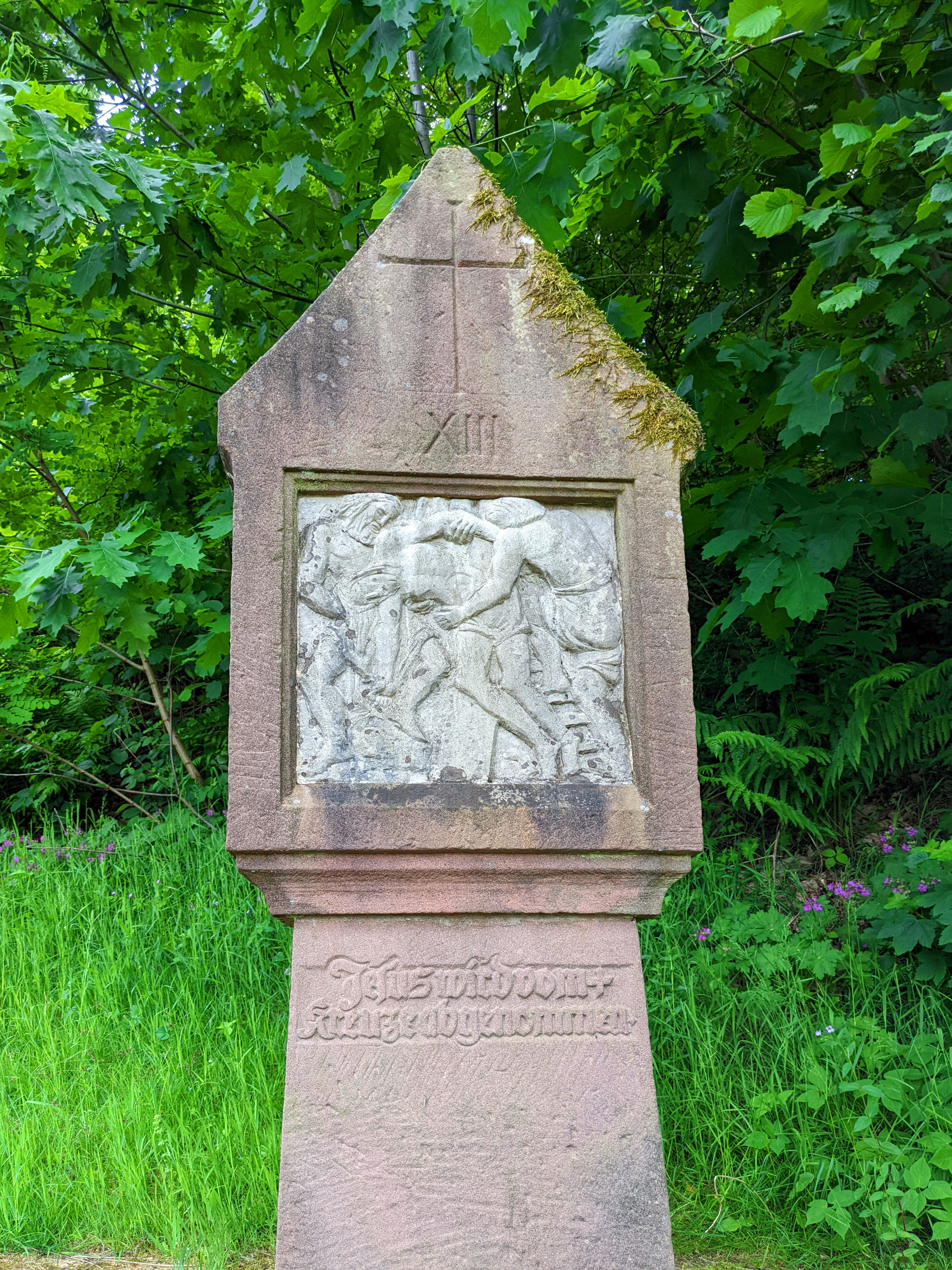
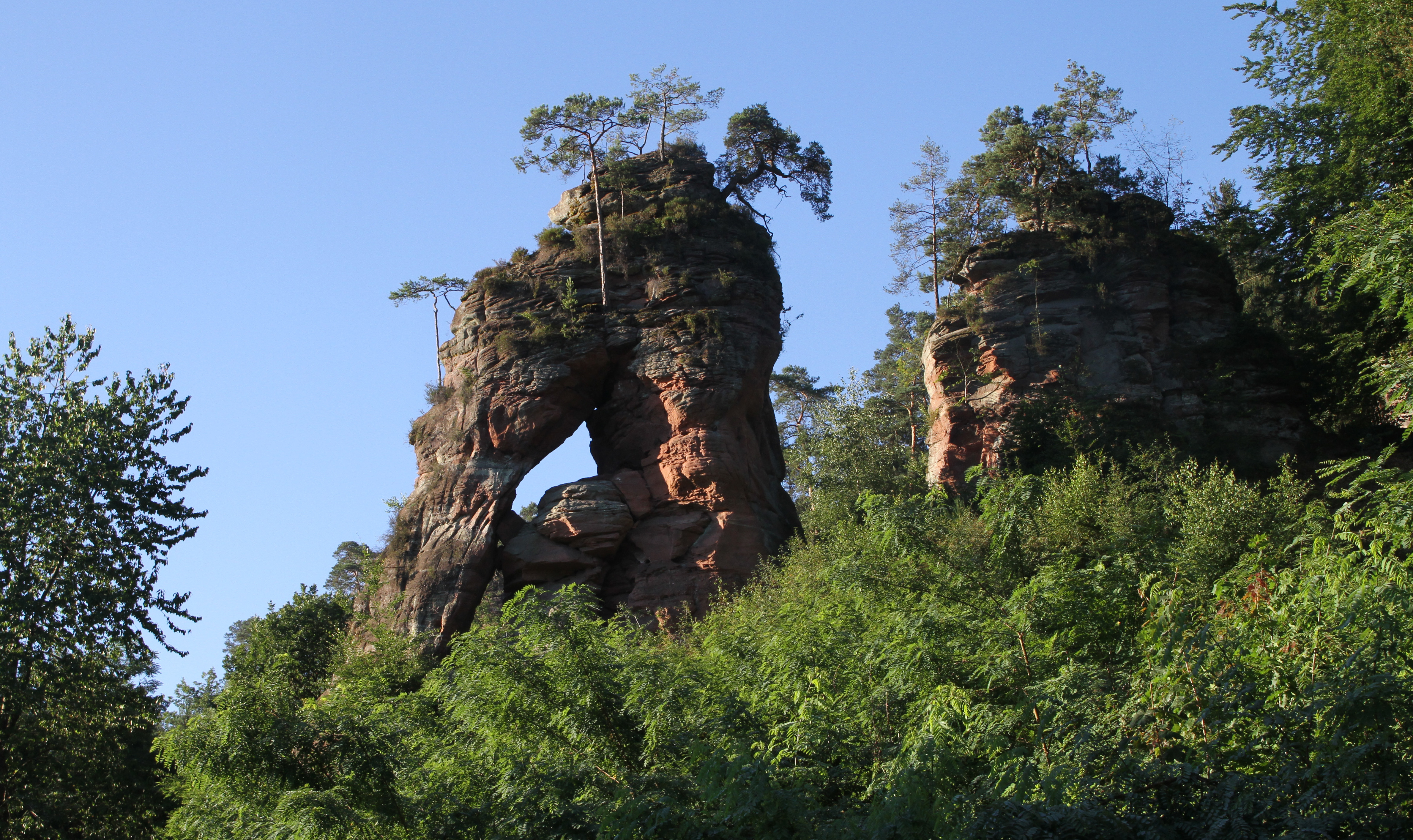
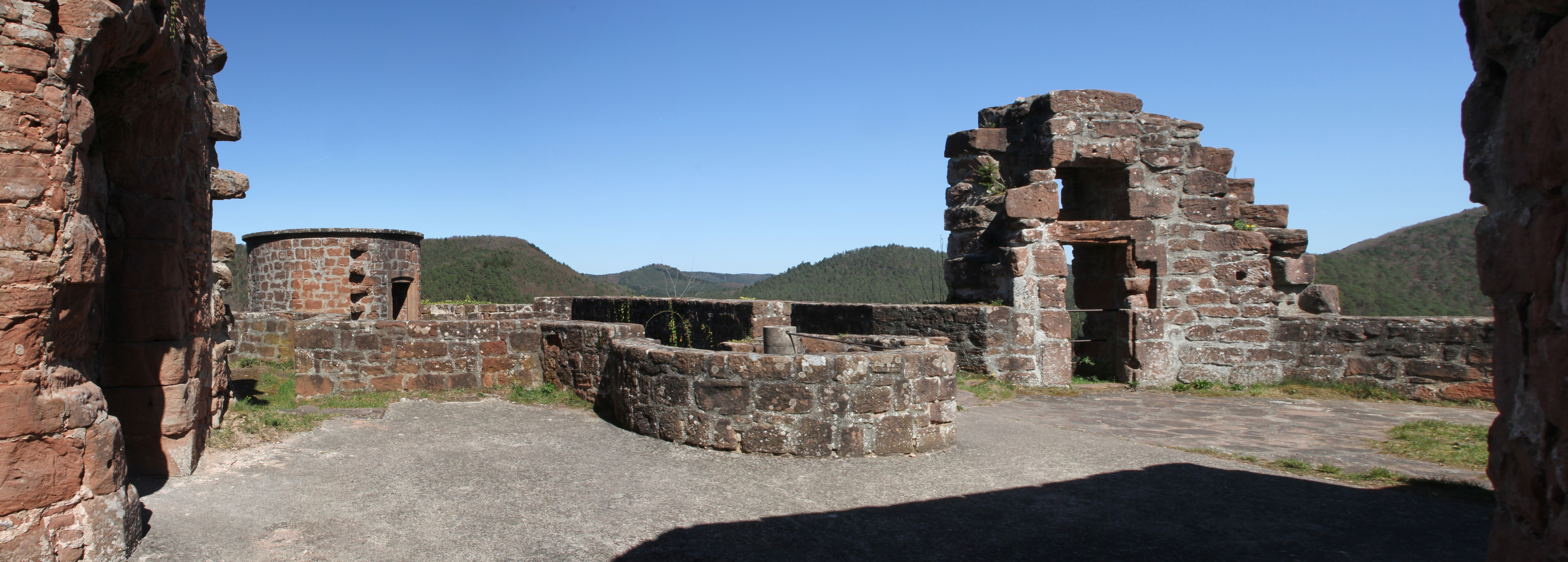
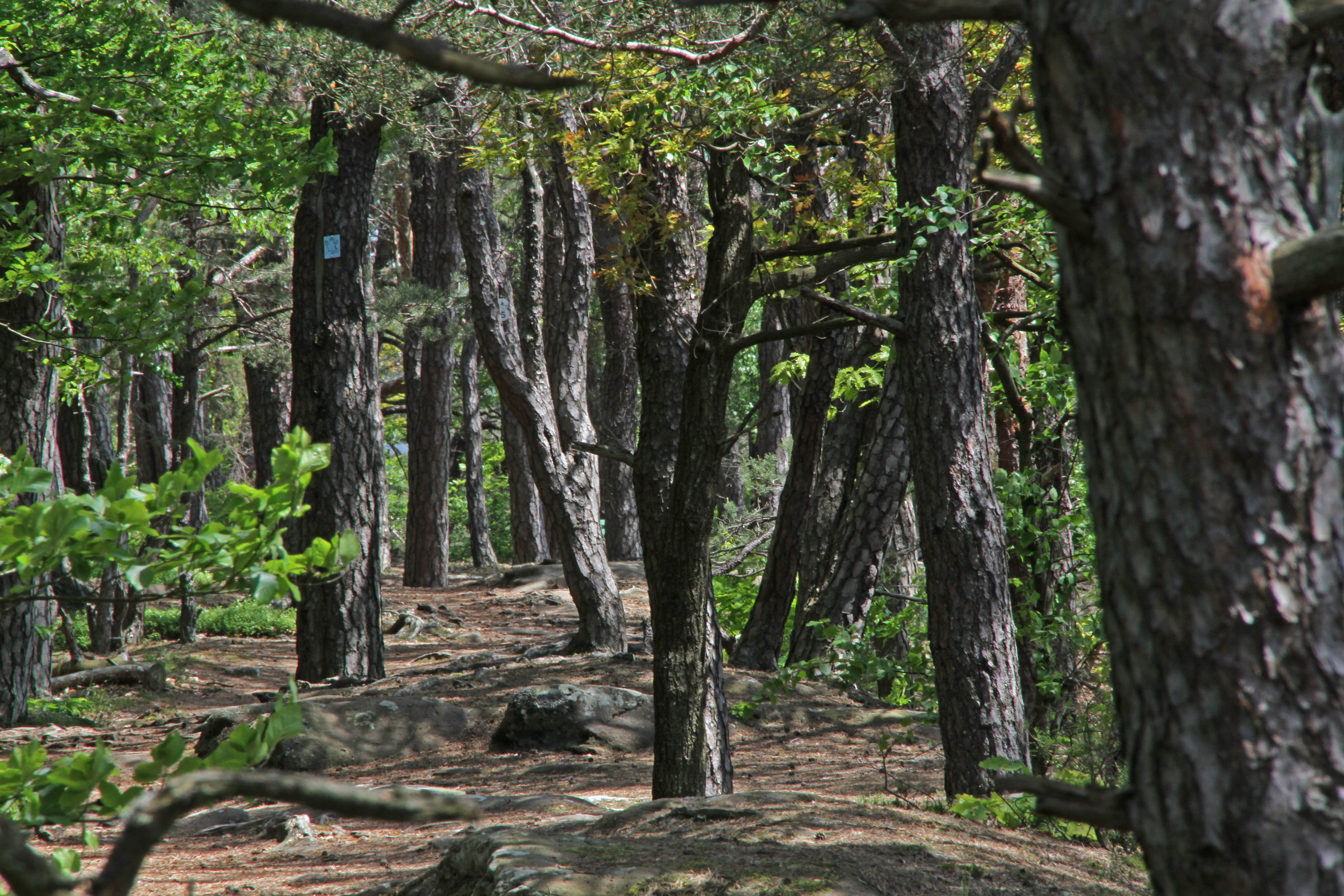